# كارلوتا من المكسيك
كارلوتا من بلجيكا أو معروفة أكثر بـ كارلوتا من المكسيك (7 يونيو 1840 - 19 يناير 1927) هي أميرة بلجيكية بالولادة، هي الوحيدة لـ ليوبولد الأول ملك بلجيكا وزوجته الثانية لويز من أورليان ابنة لويس فيليب الأول، ملك فرنسا، أصبحت أرشيدوقة النمسا ثم إمبراطورة المكسيك بزواجها من الأرشيدوق ماكسيميليان من النمسا الذي أصبح لاحقاً إمبراطور المكسيك.
يعتقد أنها والدة ماكسيم ويغان، ومع ذلك ماكسيم لم ينفي أو يؤكد الشائعات، ومع ذلك نسبه كان غير مؤكد، بحيث كان ماكسيم جنرال فرنسي في كلا الحربين الأولى والثانية.

## روابط خارجية
- كارلوتا من المكسيك على موقع الموسوعة البريطانية (الإنجليزية)